# Miłosna (Sulejówek)
Miłosna – część miasta Sulejówka (SIMC 0921680), w województwie mazowieckim, w powiecie mińskim. Leży we wschodniej części miasta; graniczy z Cechówką i Żurawką.
Powstała jako osada obok wybudowanej w 1866 roku stacji kolejowej Miłosna. W latach 1867–1939 w gminie Okuniew w powiecie warszawskim.  W 1921 roku Cechówka liczyła 36 mieszkańców. 20 października 1933 utworzono gromadę Cechówka w granicach gminy Okuniew, składającą się z wsi Cechówka, osiedla Krowa i stacji kolejowej Miłosna.
1 kwietnia 1939 weszła w skład nowo utworzonej gminy Sulejówek w powiecie warszawskim.
Podczas II wojny światowej w Generalnym Gubernatorstwie, w dystrykcie warszawskim. W 1943 Dorfgemeinde Cechówka (z Miłosną) liczyła 2819 mieszkańców.
1 lipca 1952, w związku z likwidacją powiatu warszawskiego, okrojoną gminę Sulejówek (z Miłosną) przeniesiono do nowo utworzonego powiatu miejsko-uzdrowiskowego Otwock, gdzie została przekształcona w jedną z jego ośmiu jednostek składowych – dzielnicę Sulejówek.
Dzielnica Sulejówek przetrwała do końca 1957 roku, czyli do chwili zniesienia powiatu miejsko-uzdrowiskowego Otwock i przekształcenia go w powiat otwocki. 1 stycznia 1958 dzielnicy Sulejówek nadano status osiedla, przez co Miłosna stała się integralną częścią Sulejówka, a w związku z nadaniem Sulejówkowi praw miejskich 18 lipca 1962 – częścią miasta.